# Osmanische Armee
|  | Dieser Artikel wurde aufgrund von inhaltlichen Mängeln auf der Qualitätssicherungsseite des Projektes Türkei eingetragen. Hilf mit, die Qualität dieses Artikels auf ein akzeptables Niveau zu bringen, und beteilige dich an der Diskussion! |

Als Osmanische Armee bezeichnet man das Heer des Osmanischen Reiches von zirka 1299 bis 1923. Das Osmanische Reich verdankt seine Entstehung und Rolle als entscheidende Macht in Kleinasien, im Nahen Osten, auf dem Balkan, in Nordafrika und auf der Krim zum großen Teil den Erfolgen der osmanischen Armee.

Flagge der osmanischen Armee 1793–1923

## Die Entstehung des Osmanischen Reiches

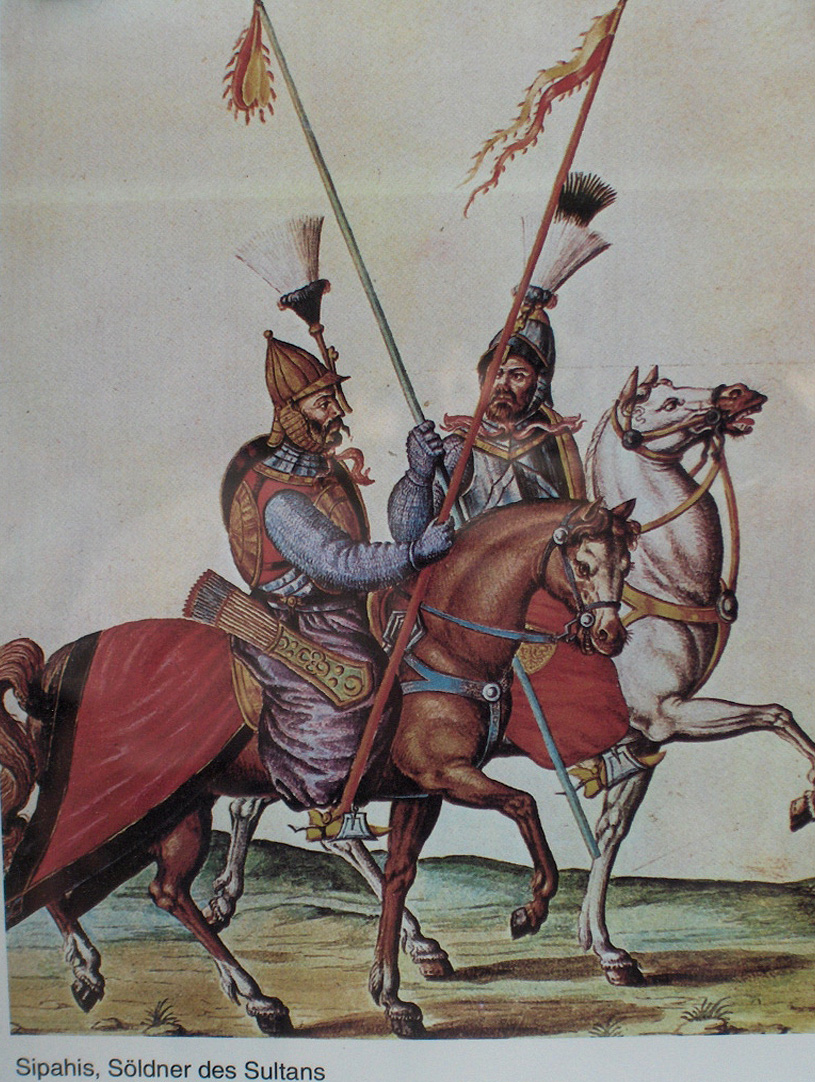
Osmanische Sipahis

Ursprünglich verfügten die Osmanen über reine Reiterheere, da Infanterie kaum vorhanden und die Artillerie noch nicht bekannt war. Dieser Tradition nach spielten die Sipahis, Inhaber von Militärlehen, lange Zeit eine wichtige Rolle im osmanischen Heereswesen. Eine weitere wichtige Rolle kam den Akıncı genannten Kundschaftertruppen zu. Ursprünglich kämpfte das osmanische Militär auf dem Lande mit Lanzen und Pfeilen. In der Anfangsphase führten die osmanischen Truppen Kleinkriege gegen byzantinische Siedlungen. Sie belagerten die Städte der Byzantiner und schnitten sie vom Nachschub ab. So gelangten bis 1331 Inegöl, Bilecik, Bursa und İznik unter osmanische Herrschaft.
Durch das Lehnswesen der Sipahis wurde die Kriegsführung in der Regel auf ein halbes Jahr begrenzt: Feldzüge begannen gewöhnlich am Hizirtag (6. Mai) und die Truppen kehrten am Kasimstag (Anfang November) zurück.
Durch die immer weiter wachsende Größe des Reiches wurden die Truppen unterteilt in
- Kapıkulu (Truppen des Sultans oder Truppen der Pforte), welche bezahlt wurden. Zu diesen gehörten die Janitscharen
- Serratkuli (Grenzwächter), die den Walis, den Provinzgouverneuren, unterstanden
- Soldaten von Alliierten, wie dem Khanat der Krim
- Başı Bozuk, irregulären Soldaten, welche nicht bezahlt wurden und vom Plündern lebten

Als infanteristische Komponente des Heeres wurde ab zirka 1330 das Janitscharenkorps geschaffen, das direkt dem Sultan unterstand. Ab 1438 wurden die Janitscharen systematisch durch die so genannte Knabenlese rekrutiert, bei der hauptsächlich aus dem Balkan, vor allem aus Serbien und Bosnien stammende Jungen ausgewählt und zur Erziehung und Ausbildung in das Osmanische Reich gebracht wurden. Als stehende Truppe mit festem Sold und teilweise mit Pensionszusagen, gleich ob Friedenszeit oder Krieg, wurden die Janitscharen – anders als das Lehnsheer, das nur im Krieg Geld kostete – zur schweren finanziellen Belastung für das Reich.
Ab 1420 schufen die Osmanen mit Hilfe italienischer, ungarischer und deutscher Kanonengießer eine Artillerie, die Topçu, die auch dem Sultan unterstanden.
Durch die Eroberungsfeldzüge seiner Armee dehnte sich das Osmanische Reich ab Mitte des 14. Jahrhunderts auf große Teile von Südosteuropa aus. Nachdem sie 1453 das Byzantinische Reich vernichtet und die Herrschaften der Albaner, Bulgaren, Bosnier und Serben unterworfen hatten, beherrschten die Osmanen um 1500 nahezu den gesamten Balkan. Bis ins letzte Drittel des 17. Jahrhunderts konnten sie ihre Herrschaft auf weite Teile des vormaligen Königreiches Ungarn (Zentralungarn, Siebenbürgen), die Wallachei, die Moldau und das Gebiet der nördlichen Schwarzmeer-Küste (Podolien, Jedisan, Krim) ausdehnen. Zudem wurden große Teile Kleinasiens dem Osmanischen Reich angegliedert.
Die Strategie der Osmanen war stets offensiv, die Taktik in der Schlacht jedoch defensiv ausgerichtet. Der Serbe Konstantin aus Ostroviza schreibt in seinen Memoiren eines Janitscharen (15. Jahrhundert):
Die Aufstellung des Heeres des Sultanhofes geschieht wie folgt: Die höfische Reiterei hat ihren Platz neben dem Sultan, vor ihm die Janitscharen, hinter ihm die Kamele. Um sie herum werden von allen Seiten Gräben und Wälle aufgeschüttet. (...) ein Wall, in den dicht nebeneinander Spieße hineingeschlagen werden. Dann werden Stückbette für die Geschütze aufgestellt, damit man aus den Kanonen schießen kann.
In der Sultansschanze standen also die Janitscharen, flankiert von der Artillerie (Topçu) und der Kavallerie Kapikuli. Davor die Infanterie Serratkuli (die Truppen aus Rumelien und Anatolien), sowie die Sipahis. Im Vorfeld schwärmten die Akıncı als Aufklärer und Störer aus. Die schwere christliche Reiterei durchbrach meist relativ schnell diese ersten Linien und stürmte bis vor die Sultansschanze. Dort wurde der Vorstoß der ermüdeten Reiter jäh aufgehalten und sie wurden vom geballten Einsatz der Elitetruppen und der Artillerie vernichtet oder in die Flucht geschlagen.
Die abendländische Kriegskunst verharrte zu lange im Glauben an den schlachtentscheidenden Einsatz der schweren gepanzerten Kavallerie wie im Hochmittelalter. Auch verfügten die christlichen Heerführer über schlechte oder gar keine Aufklärung. Die Weiterentwicklung der türkischen Taktik (besonders auch der Artillerie) blieb ihnen lange Zeit verborgen, so dass diese Fehler auf dem Schlachtfeld immer wieder vorkamen.

## Die Osmanen vor Wien

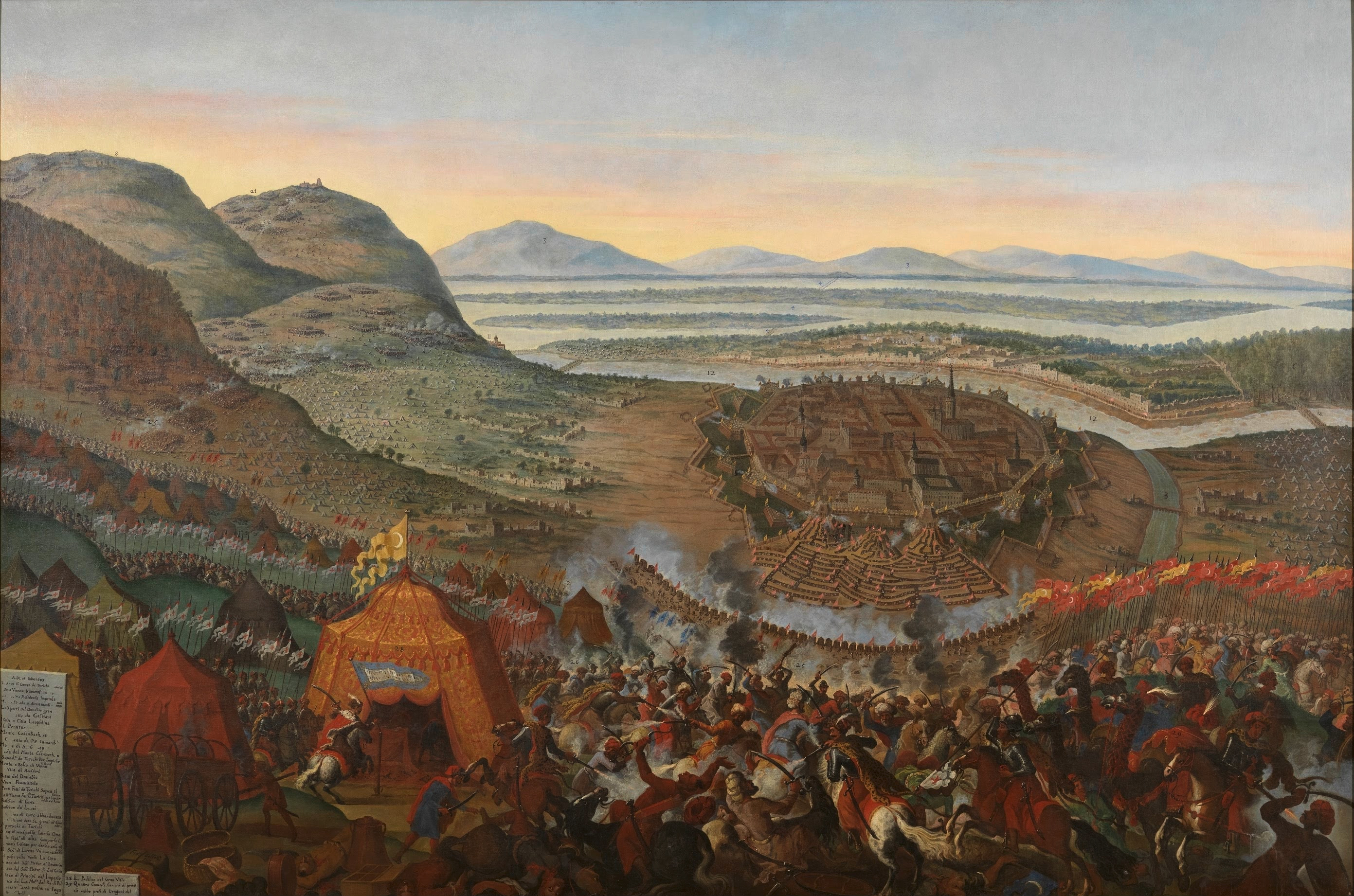
Zeitgenössisches Gemälde der Belagerung Wiens von 1683

Zu Beginn des 16. Jahrhunderts folgte eine weitere massive Ausdehnung des Osmanischen Reiches durch weitere Eroberung. Das osmanische Heer war zu diesem Zeitpunkt eine moderne Armee.
Unter Selim I. wurde das osmanische Heer reformiert. Er ließ die Artillerie modernisieren, dämmte die Macht der Janitscharen ein und begann mit dem Aufbau einer Flotte. Unter ihm kämpfte die osmanische Armee gegen Persien, eroberte Syrien, Ägypten und die heiligen Städte Mekka und Medina. Unter dem seit 1520 herrschenden Sultan Süleyman I. dem Prächtigen wurde das Königreich Ungarn zum Ziel der osmanischen Expansionspolitik. Die erfolgreiche Belagerung von Belgrad führte ab 1521 zu einer 150-jährigen Blütezeit der Stadt Belgrad. 1522 landete die osmanische Armee auf Rhodos und nahm die Festung im Dezember 1522 ein. 1526 marschierte eine etwa 60.000 bis 70.000 Mann starke Armee in Richtung Norden, zu der 10.000 Sipahis und 12.000 Janitscharen gehörten. Sie besiegte im August 1526 in der Schlacht bei Mohács die ungarische Armee. Vom 27. September bis zum 14. Oktober 1529 kam es zur Ersten Wiener Türkenbelagerung, wobei sich die Verteidiger der Stadt aufgrund des widrigen Wetters gegen die Belagerer behaupten konnten. Durch drei Feldzüge gegen die Safawiden gelang es der osmanischen Armee den Osten Kleinasiens endgültig zu erobern. Auch an anderen Fronten kam es zu Annexionen: 1534 Mesopotamien mit Bagdad, 1534 Aserbaidschan, 1540 Teile Dalmatiens, 1547 große Teile des Jemen. 1566 brachen die osmanischen Truppen erneut zu einem Ungarn-Feldzug auf. Süleyman I. starb jedoch während der Belagerung von Szigetvár. Der Tod des Sultans, die Gesamtverluste bei der Belagerung von etwa 20.000 Mann und der hereinbrechende Winter veranlassten das osmanische Heer zum Rückzug nach Konstantinopel.
In der Folgezeit weiteten die Janitscharen ihren Einfluss auf die Sultane stark aus. Der Aufstieg der Janitscharen beruhte auch auf Veränderungen in der Kriegsführung, die im 17. Jahrhundert auf allen europäischen Kriegsschauplätzen und darüber hinaus wirksam wurden: Die Bedeutung der Infanterie wuchs, während die der Kavallerie zurückging. Zudem machte die große Ausdehnung des Reiches stehende Truppen zur Bemannung von Grenzfestungen wichtiger. Bis zum Beginn des 18. Jahrhunderts wuchs die Stärke der Janitscharen auf rund 400.000 Mann an. Dadurch sank die Qualität ihrer Ausbildung, so dass sie zunehmend weniger eine militärische Elite darstellten.
Ab der zweiten Hälfte des 17. Jahrhunderts erlahmte die Kampfkraft der osmanischen Armee. Noch einmal wurde 1683 zu Beginn des Großen Türkenkriegs Wien belagert. Das Scheitern dieser Belagerung führte in der folgenden Großoffensive zur Vertreibung  der Osmanen aus dem Gebiet des Königreichs Ungarn durch die kaiserliche Armee.

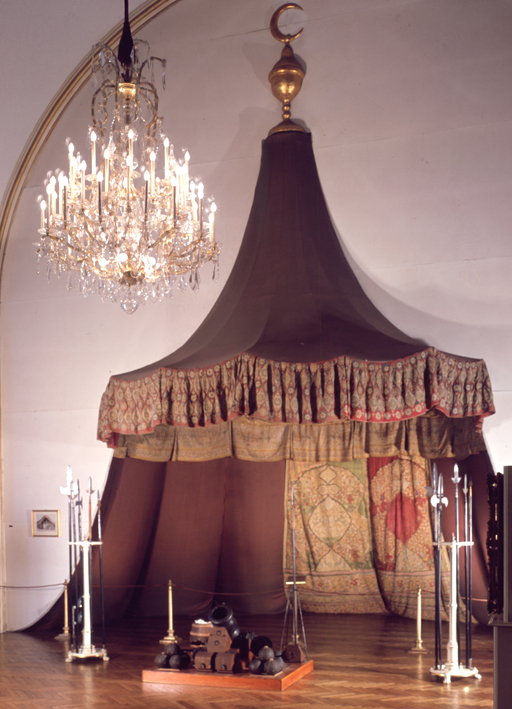
Osmanisches Staatszelt, Anf. 18. Jahrhundert; davor der Mörser von Belgrad (Heeresgeschichtliches Museum, Wien)

Die Reichsspitze war sich der abnehmenden militärischen Fähigkeiten bewusst. Ein erster Reformversuch endete 1622 mit der Ermordung Osmans II. durch Janitscharen.

## Der kranke Mann am Bosporus

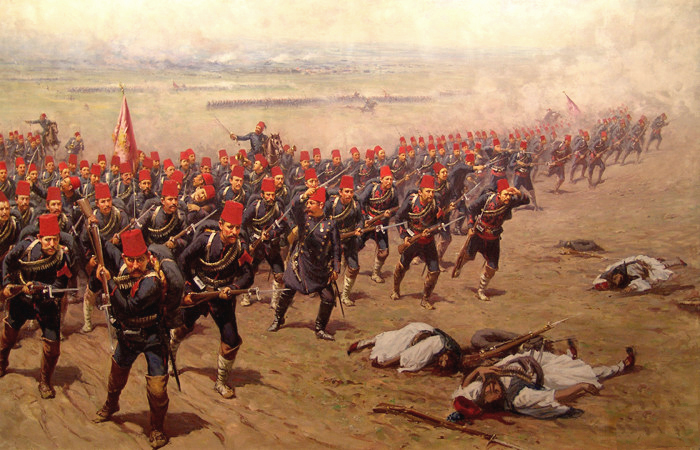
Osmanischer Sieg bei Domokos während des Türkisch-Griechischen Krieges. (Künstlerische Darstellung des osmanischen Hofmalers Fausto Zonaro aus dem 20. Jahrhundert)

Im bzw. nach dem Russisch-Türkischen Krieg 1768–1774 musste das Osmanische Reich endgültig erkennen, dass es seine Weltmachtstellung verloren hatte. Im 19. Jahrhundert wurde das vormals mächtige Osmanische Reich, inzwischen Kranker Mann am Bosporus genannt, durch Aufstände in den besetzten Gebieten geschwächt und wurde zunehmend zum Spielball der europäischen Mächte. Auf militärischer Ebene zeigte sich vom Ende des 18. bis ins 20. Jahrhundert hinein wiederholt, dass das Osmanische Reich nicht in der Lage war, umfassende militärische Pläne zu formulieren und umzusetzen. Ebenso wenig war die militärische Führung in der Lage, verschiedene Verbände sowie die nötige Logistik zu koordinieren. Es bestand eine Vielzahl konkurrierender Stäbe und Behörden und auch in Friedenszeiten arbeitete die Militärverwaltung ineffizient.
In der Erkenntnis, dass die traditionellen osmanischen Truppen den modernen europäischen Armeen nicht gewachsen waren, schuf Selim III. (Sultan seit 1789)  mit der Nizâm-ı Cedîd / نظام جديد / ‚Neue Ordnung‘ Einheiten nach europäischem Vorbild. Zudem verpflichtete Selim ausländische Offiziere als Ausbilder. Seine geplante allmähliche Überführung der Janitscharen in das neue Korps führte jedoch zu Aufständen, die im Mai 1807 in seiner Absetzung gipfelten. Mustafa IV. unterstützte die Janitscharen bei deren Revolte gegen die Reformversuche seines Cousins Selim III. und wurde von ihnen daraufhin als Sultan eingesetzt. Mahmud II. entschied aber um 1820, die zu mächtig gewordenen Janitscharen abzuschaffen. Als diese bemerkten, dass der Sultan eine neue Armee bildete, rebellierten sie am 14./15. Juni 1826. Die Rebellion wurde unter Einsatz der nach europäischem Muster organisierten Artillerie blutig niedergeschlagen und das Korps aufgelöst. Dieser Vorfall wurde fortan als „wohltätiges Ereignis“ umschrieben. Anders als seine Vorgänger war Mahmud mit diesem Vorgehen erfolgreich, weil er in den Jahren zuvor eine von den Janitscharen unabhängige, schlagkräftige Truppe geschaffen und sich vorab der Unterstützung der Provinzgouverneure versichert hatte. Während die in Istanbul anwesenden Janitscharen mehrheitlich umgebracht wurden, erfolgte bei den in den Provinzen stationierten Verbänden ein weitgehender Übergang in neu aufgestellte Einheiten. 1831 schaffte der Sultan auch die Sipahi ab.
In der osmanischen Provinz Ägypten setzt sich Muhammad Ali Pascha als Statthalter durch. Unter seiner Herrschaft wurde die ägyptische Armee durch den französischen Oberst Sève (Süleyman Pascha) modernisiert. Hauptsächlich durch Soldaten dieser neu gebildeten Armee wurden im Osmanisch-Saudischen Krieg (1811–1818) die Wahhabiten in Arabien geschlagen. Entlang des Nils stießen 1820–1823 die Ägypter immer weiter nach Süden vor, um den Sudan zu erobern. Während des Aufstandes in Griechenland (1822–1827) war Sultan Mahmut II. nach drei misslungenen Feldzügen gezwungen, Muhammad Ali zu seiner Unterstützung zu rufen. Die disziplinierte ägyptische Armee, unterstützt von einer gut organisierten Flotte, erreichte schnell, was der Osmanischen Armee nicht gelungen war. Nach dem Eingreifen einer britisch-französischen Flotte in der Schlacht von Navarino (Oktober 1827) musste das Osmanische Reich 1830 Griechenland in die Unabhängigkeit entlassen.
1826 wurde der Sitz des Oberkommandos des Heeres (bab-ı seraskeri) unter der Leitung eines serʿasker als erster Vorläufer eines Generalstabs eingerichtet. Erstmals wurde damit eine eigene, auch in Friedenszeiten aktive Institution zur Führung eines Krieges geschaffen. Zuvor waren dafür der Sultan persönlich oder der Großwesir vorgesehen gewesen. Hüsrev Mehmed Pascha, von 1827 bis 1837 zweiter Inhaber des serʿasker-Amts, baute die neue Struktur wesentlich aus und berief zahlreiche ausländische Berater.
1831 begann die Invasion des ägyptischen Vasallen in Palästina und Syrien, wobei das ägyptische Heer nach mehreren Siegen über die osmanische Armee durch Anatolien auf Istanbul vorstieß. Zwar mussten sich die Ägypter nach dem Frieden von Kütajeh wieder zurückziehen, konnten aber Syrien und Kilikien behaupten.
In den 1830er Jahren wurden durch preußische Offiziere (z. B. v. Moltke) umfangreiche Reformen in der osmanischen Armee durchgeführt. Diese bestand in der Mitte des 19. Jahrhunderts aus der regulären Armee (Nizam), den Truppen der Vasallenstaaten, der Reserve (Redif) und den irregulären Truppen. Die reguläre Armee bestand aus sechs Armeekorps und wurden jeweils von einem Feldmarschall (Muschir) kommandiert. Die Gesamtstärke der regulären Armee betrug 136.000 Mann.
1834 wurde eine Militärakademie nach französischem Vorbild gegründet. 1845 wurde im Zuge des fortgesetzten Ausbaus des bab-ı seraskeri ein regelrechter Generalstab aus 27 in Europa ausgebildeten osmanischen Offizieren eingerichtet. Erster Generalstabschef war Abdülkerim Nadir Pascha. 1849 schlossen erste Absolventen einen eigens eingerichteten Generalstabslehrgang ab. Details zu Gliederung und Aufgaben des Generalstabs sind bislang unerforscht. Die Historikerin Elke Hartmann geht davon aus, dass es sich bei der Institution im Gegensatz zu ihren europäischen Pendants nicht um die oberste militärischen Planungsebene und Kommandostruktur unmittelbar unter dem Souverän handelte, sondern um eines unter vielen leitenden Militärorganen, die die Sultane zum eigenen Machterhalt und zur Vermeidung von Putschen gegeneinander ausspielten.
Die osmanischen Armee kämpfte im Krimkrieg (1853–56) deutlich erfolgreicher als noch im Russisch-Türkischen Krieg von 1828–1829. Der osmanische General Omar Pascha schlug die Russen am 4. November 1853 bei Oltenitza. Er beendete später die Belagerung von Silistra und rückte am 22. August 1854 in Bukarest ein.
Im Russisch-Türkischen Krieg von 1877 drang die russische Armee bis vor die Mauern Konstantinopels vor. Um eine Besetzung seiner Hauptstadt zu verhindern, unterzeichnete Sultan Abdülhamid II. im März 1878 den Waffenstillstand von Edirne und den Frieden von San Stefano. Das militärische und außenpolitische Vorgehen Russlands rief die anderen Großmächte auf den Plan; Mitte 1878 kam es zum Berliner Kongress.

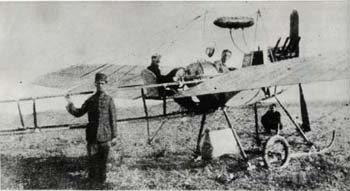
Osmanischer Pilot mit seinem Flugzeug während des Balkankrieges (1912)

Diese Niederlage stieß erneute Versuche einer Militärreform an. Um diese innenpolitisch durchsetzen zu können, wurden zusätzliche Truppen geschaffen, veraltete Verbände aber nicht aufgelöst. Ähnlich kam es zur Schaffung neuer Gremien und Räte für die Militärverwaltung. Mit beträchtlichem Finanzaufwand ließ der Sultan moderne Waffen beschaffen. Allerdings erfolgten kaum praktische Manöver mit diesen Geräten. Die Vorschläge zahlreich angestellten ausländischen Berater wurden kaum umgesetzt. Zu den wenigen umgesetzten Reformen gehörte eine Neuausrichtung der Militärakademie auf Grundlage von Anregungen des deutschen Beraters Colmar Freiherr von der Goltz, der von 1883 an in Istanbul wirkte. Die Ausbildung an der Akademie bezog sich dadurch stärker auf die militärische Praxis, mit einem obligatorischen Truppendienst nach Abschluss auch des Generalstabslehrgangs. Zudem erfolgte für den Zugang eine striktere Auslese. Aus dieser, häufig auch in Deutschland ausgebildeten, Offiziersgeneration formierten sich später die Jungtürken.
Um 1904 betrug die Mobilmachungsstärke der Armee 1.795.350 Mann, die aktive Stärke 230.408 Mann. Die Armee war eingeteilt in sieben Armeekorps und die unabhängigen Kommandos Tripolis und Hedschas.
Im Juni 1909 wurde die Fliegertruppe des Osmanischen Reiches gegründet; sie war eine der ersten Gefechtsflugtruppen der Welt. Kurz danach begann für die Streitkräfte des Osmanischen Reichs eine Zeit von Konflikten und Kriegen: zwei Balkankriege (1912/13 Sommer 1913), Erster Weltkrieg, türkischer Befreiungskrieg (Mai 1919 bis Oktober 1923). Erste Erfolge erzielte die türkische Luftwaffe im Jemen und im Kaukasus und im Türkischen Befreiungskrieg gegen die Siegermächte des Ersten Weltkriegs.
Unter der Herrschaft der Jungtürken erfolgte 1909 eine Säuberung der Armee und insbesondere des Generalstabs. Zudem wurden die zahlreichen Doppelstrukturen in Militärführung und Militärpolitik weitgehend beseitigt. Aus dem bab-ı seraskeri ging ein Kriegsministerium hervor und der Generalstab fokussierte sich, wie in Europa üblich, auf die Planung möglicher Kriege. Auch die Abteilungsgliederung des Generalstabs wurde an europäischen Vorbildern, namentlich dem deutschen, angelehnt.

## Erster Weltkrieg
Der vernachlässigte und desorganisierte Zustand der Osmanischen Armee hatte 1913 die Berufung einer deutschen Militärmission mit weitgehenden Befugnissen unter Liman von Sanders zur Folge. Innerhalb von nur sieben Monaten führte nun Liman von Sanders durch schonungslose und unermüdliche Arbeit das osmanische Heer zu einer Schlagkraft heran, mit der die Entente aufgrund der Balkankriegserfahrung nicht ansatzweise gerechnet hatte.
Als Folge saßen dann in den höchsten türkischen Armeerängen deutsche Offiziere, etwa General Hans von Seeckt als De-facto-Generalstabschef des osmanischen Generalstabs, Kress von Kressenstein und Erich von Falkenhayn als Befehlshaber osmanischer Armeen und Heeresgruppen. Admiral Souchon wurde Kommandant der Osmanischen Flotte.
Dies führte aber zu einer Verschärfung der Beziehungen zu den Mächten der Entente. Nach dem Bündnis zwischen der Türkei und dem Deutschen Reich am 2. November 1914 erklärten Großbritannien, Frankreich und Russland der Türkei den Krieg. Vom 19. Februar 1915 bis zum 9. Januar 1916 konnte die Osmanische Armee mit deutscher Militärhilfe die Landung der Alliierten in der Dardanellenschlacht abwehren. Nach diesem Erfolg ging der Siegeszug der osmanischen Armeen weiter. Dabei wurden die osmanische Armee durch das deutsche Levante-Korps und Österreich-Ungarns Truppen in Palästina wie auch in Mesopotamien unterstützt. In Mesopotamien wurde eine britisch-indische Division gezwungen, sich am 29. April 1916 bei der Belagerung von Kut zu ergeben. Von den bereits besetzten Stellungen auf der Sinai-Halbinsel versuchten die Truppen des Osmanischen Reiches, den  Sueskanal zu erobern. Im Juni 1916 schlugen die Briten diesen Vorstoß zurück und begannen mit einer Gegenoffensive auf der Sinai-Halbinsel.
Oberst Frankenberg führte unter den Generalen von Falkenhayn und Liman von Sanders das deutsche Asienkorps an der Palästinafront, um dort den englischen Vormarsch zu stoppen. Den Krieg beendete er als Generalmajor.
Trotz massiver Überlegenheit benötigten die Briten an der Palästinafront drei Jahre, um Bagdad, Jerusalem und Damaskus zu erobern.

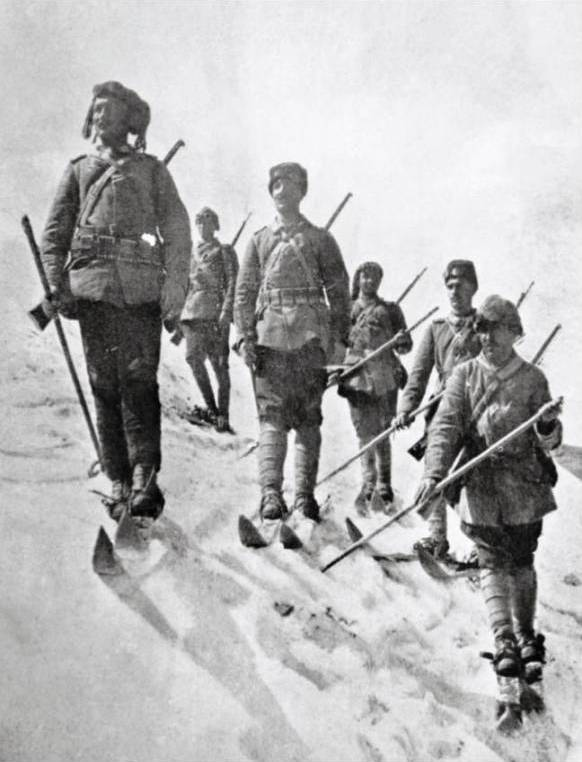
Osmanische 3. Armee mit Winterausrüstung 1914

An der Kaukasusfront konnte das Russische Reich in den Anfangsjahren des Krieges eine Dominanz auf diesem Kriegsschauplatz erringen. So musste das Osmanische Reich zur Jahreswende 1914/1915 in der Schlacht von Sarıkamış eine vernichtende Niederlage hinnehmen. Bei der nachfolgenden russischen Gegenoffensive erlitten die Osmanen große Gebietsverluste in Ostanatolien. Nach den russischen Anfangserfolgen kam der russische Vorstoß nach dem 23. Februar 1917 wegen der Auswirkungen der Februarrevolution zum Erliegen. Die russische Kaukasusarmee löste sich in der Folge der russischen Revolutionswirren auf.
Nach der Niederlage und Kapitulation unterzeichnete die Hohe Pforte am 30. Oktober 1918 das Waffenstillstandsabkommen von Mudros mit den Siegermächten. Auf Grundlage dieses Abkommens wurden nahezu alle Gebiete der Türkei durch Großbritannien, Frankreich, Italien und Griechenland besetzt. Dies führte zum Türkischen Befreiungskrieg, der durch eine eigens aufgestellte Abteilung der osmanischen Armee, der Kuva-yi İnzibatiye, nicht zerschlagen werden konnte und letztendlich zur Abschaffung des Sultanats im November 1922 führte. Die osmanische Armee wurde aufgelöst. Mustafa Kemal Pascha, der spätere Atatürk, gründete nach der Republik auch die türkischen Streitkräfte neu.

## Bedeutende Personen

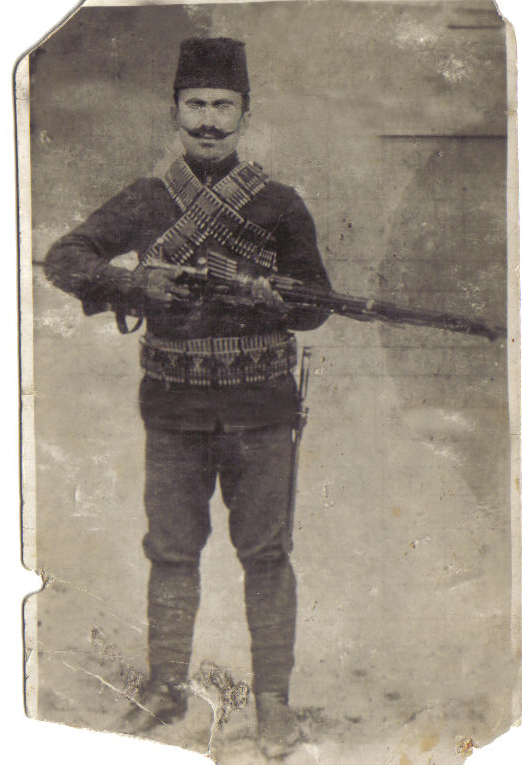
Armenischer Militäroffizier in der osmanischen Armee

|  | Cigalazade Yusuf Sinan Pascha (1545–1605) osmanischer Beamter, General und Admiral. |

|  | Kara Mustafa Pascha (um 1630–1683) Großwesir des Osmanischen Reiches und Oberbefehlshaber bei der Zweiten Belagerung von Wien, während des Großen Türkenkrieges 1683–1699, unter der Regentschaft Sultans Mehmet IV. |

|  | Khair ad-Din Barbarossa (1478–1546) osmanischer Korsar im Mittelmeer, Herrscher von Algier und Kaptan-ı Derya des Osmanischen Reiches. |

|  | Omar Pascha (1806–1871) osmanischer General und Renegat serbischer Herkunft. Er kämpfte im Krimkrieg. |

|  | Hussein Pascha (1819–1876) türkischer General und Staatsmann. Hussein war Kriegsminister und führte eine Reorganisation der Armee des Osmanischen Reiches durch. |

|  | Nuri Pascha Osman (1832–1900) General der osmanischen Armee im Russisch-Türkischen Krieg (1877–1878). |

|  | Otto Liman von Sanders (1855–1929) osmanischer Marschall und preussischer General im Ersten Weltkrieg, der die osmanische Armee in der Schlacht von Gallipoli führte. |

|  | Colmar von der Goltz (1843–1916) preußischer Generalfeldmarschall, der das osmanische Heer reorganisierte. |

|  | Ismail Enver (1881–1922) Politiker, General und Kriegsminister des Osmanischen Reichs und jungtürkischer Nationalist. |

|  | Mustafa Kemal Atatürk (1881–1938) General und erster Präsident der nach dem Ersten Weltkrieg aus dem Osmanischen Reich hervorgegangenen Republik Türkei. |

## Museale Rezeption
In der Dauerausstellung des Wiener Heeresgeschichtlichen Museums nehmen die Türkenkriege und die osmanische Armee des 16., 17. und 18. Jahrhunderts einen breiten Raum der Ausstellung ein. Zahlreiche Objekte sind der Öffentlichkeit zugänglich, darunter mehrere Rossschweife und die Reflexbögen der berüchtigten Sipahi. Besondere Stücke sind auch ein türkisches Kettenhemd aus dem Besitz des bei Mogersdorf siegreichen kaiserlichen Feldherren Raimondo Montecuccoli, eine silberne türkische Kalenderuhr, eine 1683 vor Wien erbeutete türkische Standarte (Osmanlı Sancağı) sowie das Siegel des türkischen Sultans Mustafa II., welches durch Prinz Eugen von Savoyen in der Schlacht bei Zenta 1697 erbeutet wurde.